# タシュ・バートル
タシュ・バートル（モンゴル語: Taš baγatur、? - 1357年）は、大元ウルスに仕えた将軍の一人。代々四川方面の軍務を担当してきたサルジウト部タイダル家の出身で、主に紅巾の乱討伐に活躍した。『元史』などの漢文史料における漢字表記は答失八都魯（dāshī bādōulŭ）など。

## 概要
タシュ・バートルは高祖父のタイダルの時代から代々陝西・四川方面の軍務を務めてきた一族の出身で、タシュは当初万戸（万人隊長）を務めていたが、土人の反乱を鎮圧した功績で四川行省から船橋万戸に推挙された。また、その後雲南に出征して大理宣慰司都元帥に昇格となった。至正11年（1351年）、タシュはタンマチ軍3千を率いて平章のヨウジュとともに荊襄の賊を討伐することになった。9月、ヨウジュの軍は先に広陵を平定したため、タシュは自ら襄陽の攻撃を買って出た。至正12年（1352年）、タシュは荊門にまで進んだが、現地の賊は10万を数えるのに対し、官軍は3千余りで圧倒的に不利な状況にあった。そこでタシュ は宋廷傑の計を用いて襄陽の官吏や現地の土豪で兵役を避けていた者たちの中から兵を募集して2万の兵を得た。さらに行軍して蛮河に至ると、賊軍が要害を守って渡河を防いでいたため、間道から奇襲部隊を派遣して敵軍を挟撃し、賊軍を大いに破った。賊軍を追撃して襄陽城の南にまで至ると、そこで再び両軍は激突し、タシュは敵将を30人を捕殺する大勝利を挙げた。
その後、賊軍は城に籠って出撃しなくなったため、タシュは自軍の布陣を整えて援軍の到着を待った。包囲がしばらく続くと、城内から2人が逃げ出てタシュの下を訪ねて城内の様子を報告し、5月1日に内応することを約束した。期日が来ると、内応した者たちは縄を垂らして官軍を1千人あまり城壁の上に引き上げ、また平行して水泳に長けた者を募って城の北に停泊する続の軍船100慰あまりの底に穴を開けさせた。そして夜が明ける頃には城壁に上がった兵の攻撃で城は陥落し、船に乗って逃れようとした賊軍もいたが、あらかじめ船底に穴を空けていたために船は全て沈没し続軍も大半が溺死した。反乱軍の将軍王権は千騎あまりを率いて西に逃れたが、タシュの配置した伏兵にあって捕らえられた。遂に襄陽が陥落すると、タシュはこの功績により資善大夫に昇格となり、あわせて弟のシリムも襄陽ダルガチに、息子のボロト・テムルも雲南行省理問に任ぜられた。
至正13年（1353年）には青山・荊門の諸寨を平定した。同年9月には軍を率いて均州・房州・平谷城を攻略し、その後武当山の諸塞を攻めて賊将数人を捕らえた。また、12月には賊将の趙明遠の木驢寨を攻略し、これらの功績によって四川行省右丞に昇格となった。さらに至正14年（1354年）には四川行省平章政事に昇格となり、荊襄の諸軍を率いるようになった。同年5月には配置転換があり、それまでの軍務を玉枢虎児吐華に委ねてタシュは軍を率いて汝寧に赴くことになった。同年10月、タシュはタイ・ブカとともに安豊を討伐するよう命令を受け、鄭州・鈞州・許州の三州や河陰・鞏県などを平定し、河陰・鞏県を奪還した。
至正15年（1355年）6月、河南行省平章政事となったタシュは許州に進み、劉福通の軍勢と野戦したが、敗れて配下の軍勢は散り散りとなってしまった。同年9月、中牟にまで逃れたタシュは残兵を収容していたが、追撃してきた反乱軍の攻撃に遭い、輜重を奪われた上に息子のボロト・テムルを捕虜とされてしまった。しかし、劉カラ・ブカが援軍に来たことで形勢は逆転し、遂にタシュは劉福通の軍勢を破ってボロト・テムルを奪還することに成功した。その後、タシュは更に兵を進めて太康において反乱軍を破り、亳州を包囲したため、劉福通と「小明王」韓林児は逃れざるをえなくなった。
至正16年（1356年）には朝廷よりトゴン知院が督戦のために派遣され、劉福通と激戦を行い、途中タシュは落馬までしたが、息子のボロト・テムルに助けられて遂に敵軍を破った。同年12月には太康を攻め、激戦の末数万の首級を上げ、張敏・孫韓ら9人の将軍を捕虜とし、丞相を借称した王・羅らを殺害した。太康の攻略に成功すると、タシュは息子のボロト・テムルを派遣してウカアト・カアン（トゴン・テムル）に勝利の報告を行った。ウカアト・カアンはタシュの功績を讃え、タシュを河南行省左丞相に、タシュの弟のシリムを雲南行省左丞に、ボロト・テムルを四川行省左丞にそれぞれ任命し、タシュ配下の諸将にも恩賞を与えて今までの功績を労った。
至正17年（1357年）3月に一度朝廷に戻ったタシュは改めて四川行省左丞相に任ぜられ、同年9月より再び前線に戻ったタシュは観城・東明・長垣の3県を平定した。10月には朝廷より知院のダルマシリが援軍として派遣され、タシュは兵を分けて雷沢・濮州を同時攻撃した。しかし、この戦いでダルマシリが劉福通に殺されてしまったことでダルマシリの軍は潰走し、タシュも戦線を維持できず退却を余儀なくされた。朝廷はタシュの怠慢によって敗れたのではないかと疑い、督戦のための使者を派遣したが、これを察知した反乱軍はタシュが反乱軍と内通している書を偽造して諸道に送り、果たして朝廷から派遣された使者は偽造書を朝廷に報告した。これを知ったタシュは一晩我が身を憂いた末に憤死してしまった。

## サルジウト部ボロルタイ家
- ボロルタイ（Boroldai ＞孛羅帯,bóluódài）
  - 都元帥タイダル（Tayidar ＞太答児,tàidāér）
    - 都元帥ネウリン（Neülin ＞紐璘,niŭlín）
      - 雲南行省左丞相イェスデル（Yesüder ＞也速答児,yĕsùdāér）
        - 四川行省平章政事ナンギャダイ（Nangiadai ＞嚢加台,nángjiātái）
          - 四川行省左丞相タシュ・バートル（Taš baγatur ＞答失八都魯,dāshī bādōulŭ）
            - 太保・中書右丞相ボロト・テムル（Bolod temür ＞孛羅帖木児,bóluó tièmùér）

          - 雲南行省左丞シリム（Sirim ＞識里木,shìlǐmù）
          - 左丞イジル・ブカ（Iǰil buqa ＞亦只児不花,yìzhǐér bùhuā）

        - 四川行省左丞バヤン（Bayan ＞拝延,bàiyán）

      - 蒙古軍万戸バラク（Baraq ＞八剌/bālà）